# Poraż

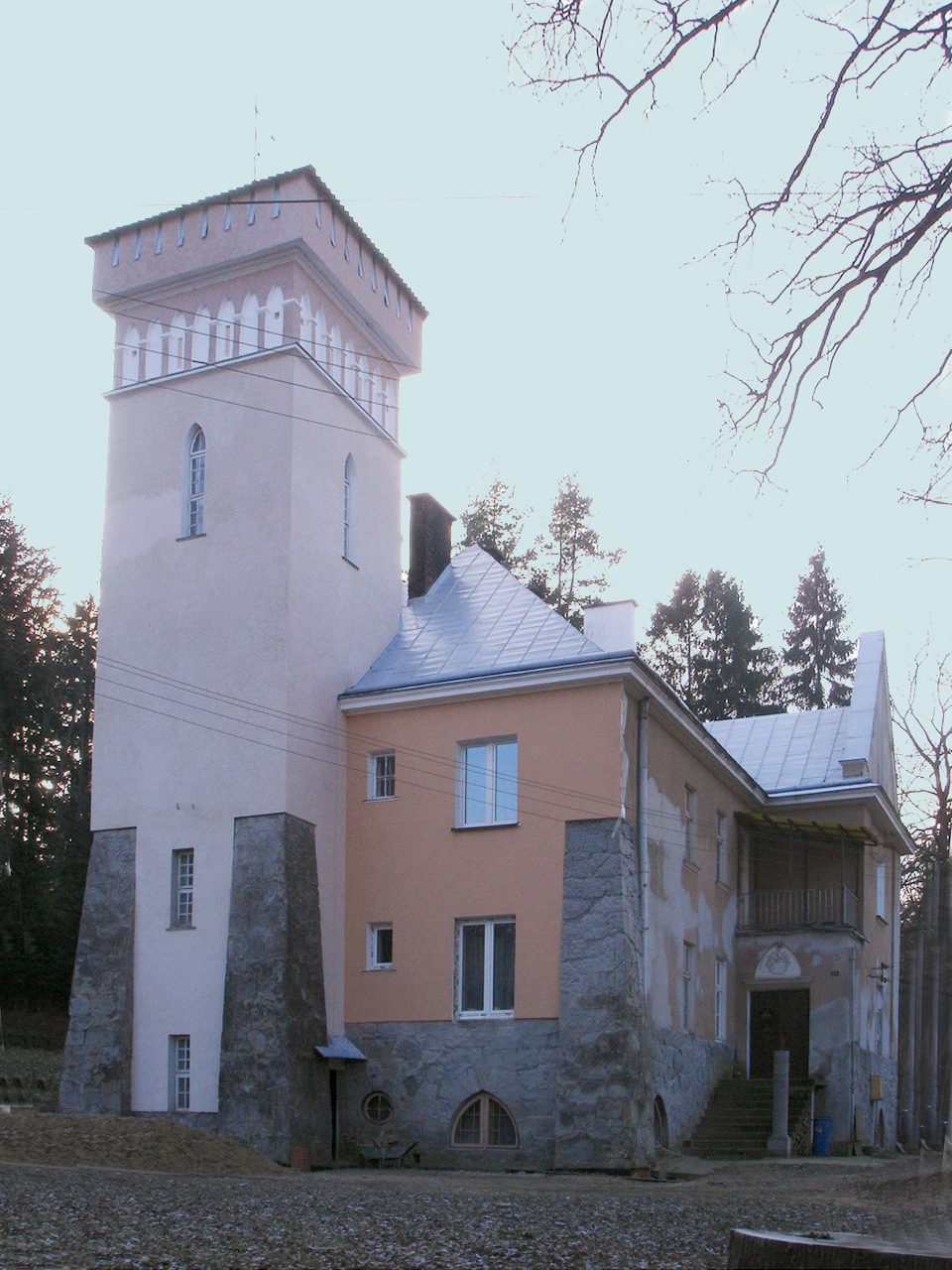
Zamek barona Adama Gubrynowicza, w okresie do sierpnia 1944 kwatera główna komendantury zgrupowania „Południe"Adama Winogrodzkiego.

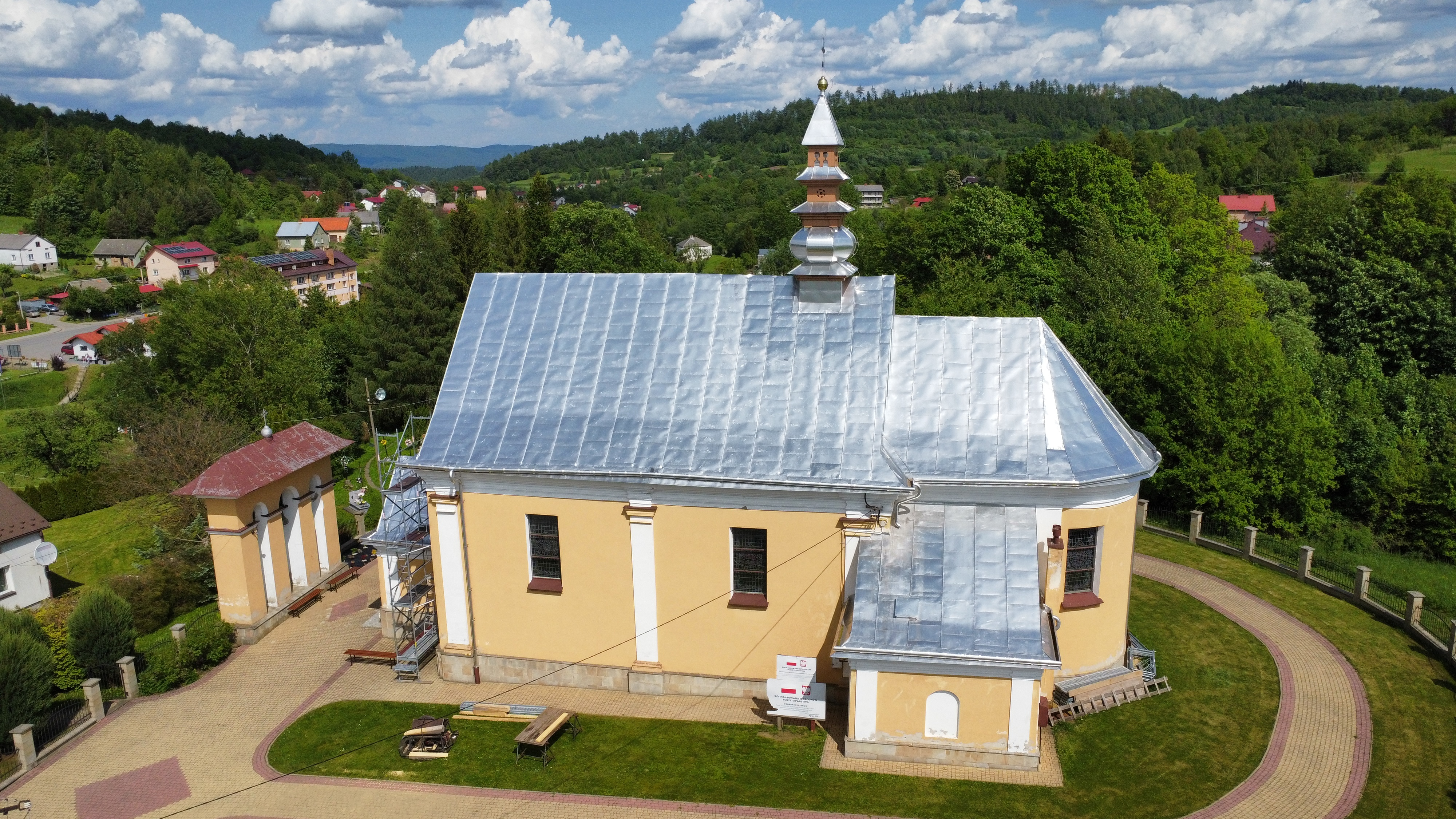
Kościół pw. Matki Bożej Gromnicznej - 1784 r.

Poraż – wieś w Polsce położona w województwie podkarpackim, w powiecie sanockim, w gminie Zagórz.
| SIMC    | Nazwa   | Rodzaj    |
| ------- | ------- | --------- |
| 0362737 | Dział   | część wsi |
| 0362743 | Granice | część wsi |
| 0362750 | Kąty    | część wsi |

## Historia
Wieś nadana 20 lutego 1383 Józefowi Olachowi synowi Piotra, bratu jego Maciejowi i córce Mussacie przez królową Marię żonę cesarza Zygmunta Luksemburskiego. Od roku 1435 wieś była własnością Tarnawskich. W roku 1449 Jan Steczkowicz Tarnawski zapisał część ze swych dóbr w wysokości 300 grzywien swojej żonie Zofii we wsiach Czaszyn, Tarnawa, Poraż, Osława, Zagórz, Wielopole, Łukowe i Serednie (obecnie Średnie Wielkie). Z dokumentu z 1468 dowiadujemy się o przeprowadzeniu granicy między Porażem, Czaszynem i Morochowem. Następnie przez małżeństwo osadę nabyli Kmitowie z Wiśnicza, po nich Stadniccy, Łempiccy. Na początku XIX wieku dziedzicem Poraża był Ignacy Łempicki. Do około 1848 jako właściciele Poraża figurowali Franz Karny i spadkobiercy Łempickich. Od około 1848 i do lat 90. XIX wieku właścicielem posiadłości tabularnej w Porażu był Edmund Krasicki.
Zimą 1846 wieś wzięła czynny udział w rzezi galicyjskiej.
Pod koniec XIX w. wieś liczyła 649 mieszkańców oraz 99 domów, zamieszkana była w ponad 90% przez Polaków. Z dawnych zabytków zachował się ulokowany pod lasem, z dala od wsi murowany pałacyk Gubrynowiczów, w okresie okupacji siedziba kwatery AK obwodu Sanok, o kryptonimie OP-23 „KN-23” kpt. Adama Winogrodzkiego ps. „Korwin”. Od 27 września 1939 w pałacyku Gubrynowiczów przebywał również hr. August Krasicki, właściciel Leska. Obecnie pałacyk jest własnością prywatną.
13 września 1944 wieś została zajęta przez wojska radzieckie.
Wieś Poraż stała się znana z dowcipów o niej.
W latach 1954-1968 wieś była siedzibą gromady Poraż, po jej zniesieniu w gromadzie Niebieszczany. W latach 1975–1998 miejscowość położona była w województwie krośnieńskim.

## Nazwa
Jako najwcześniejszą nazwę wsi podano Kuntzendorf, lokacja na prawie niemieckim, zapisano też nazwisko pierwszego osadźcy imieniem Konrad (zob. Głuchoniemcy) Zapis z 1383 informuje o wariancie nazewniczym Poras „villam novam que vulgariter Cuntzendorph, ... in silva vulgaritur dicta Poras”. Wieś założona za czasów Kazimierza Wielkiego. Jest to nazwa ruska o metryce sprzed roku 1340, de Porasze 1423. Niemiecka nazwa pozostaje w związku z osadnictwem niemieckim w XV wieku.
W średniowieczu podobną nazwę Kunzendorf miała wieś Lipnik (obecnie dzielnica Bielska-Białej). W pracy o analizie porównawczej języka wsi okolic Krosna i Łańcuta, niemiecki historyk prof. Schwarz wyraził opinię, że podobne zjawiska z dziedziny lingwistyki występowały w niemieckich „wyspach językowych” około Gliwic, Bielska-Białej, a także na pograniczu śląsko-morawskim w okolicach Osoblahy i Białej. Stwierdza tym samym, że to południowa część Górnego Śląska była strefą wyjściową dla XIV i XV-wiecznej kolonizacji w pasie podkarpackim.

## Religia
Parafia Matki Boskiej Gromnicznej w Porażu obejmowała w swoim historycznym zasięgiem miejscowości: Poraż, Brzozowiec, Czaszyn, Łukowe, Mokre, Olchowa, Tarnawa Dolna i Górna, Wielopole, Zawadka Morochowska, Zagórz i Morochów. Przed rokiem 1939 parafia liczyła ponad 1200 wyznawców. Po II wojnie światowej zasięg parafii zmniejszył się do wsi Morochów i Mokre.

## Związani z Porażem
- Mikołaj z Tarnawy (ur. ok. 1380, zm. 1450), właściciel wsi Kunzendorf
- Baronowie Bronisław Gubrynowicz (1870-1933), Adam Gubrynowicz (1906-2000), posiadający majątek we wsi
- August Krasicki (1873–1946), przebywający w majątku Gubrynowiczów
- Adam Winogrodzki (1901-1957), przebywający w majątku Gubrynowiczów
- Władysław Skwarc (1926-1946), mieszkaniec
- Mieczysław Wiśniowski (1910-1940), urodzony w Porażu, lekarz, ofiara zbrodni katyńskiej

## Sport
We wsi działa klub sportowy „Juventus” Poraż.